# Ґергарт Гауптман
Ґергарт Йоган Роберт Гауптман (нім. Gerhart Johann Robert Hauptmann) (15 листопада 1862 — 6 червня 1946) — німецький письменник, драматург. Лауреат Нобелівської премії з літератури за 1912.

## Життя та творчість
Народився у сілезькому місті Оберзальцбрунн (зараз Щавно-Здруй) в сім'ї власника готелю. Навчався в реальному училищі в Бреслау (Вроцлав). З метою стати скульптором навчався у школі мистецтв. Там же познайомився з Йозефом Блоком, що став його другом впродовж життя. Пізніше майже семестр слухав лекції в Єнському університеті. З 1883 до 1884 жив в Італії. У травні 1885 р. одружився, оселився у Берліні. Він цікавився успіхами природничих наук та натуралізмом. Слухав лекції з природознавства та історії у Берлінському університеті. 1888 року Гауптман вирушив до Цюриха, де вивчав медичні основи мотивації людської поведінки у психіатра О. Фореля.
Гауптман зайнявся літературною творчістю та незабаром з нього виробився письменник-натураліст. Першим досвідом у цьому новому напрямку була повість «Стрілочник Тіль» («Bahnwärter Thiel»). Потім він написав драму «Перед сходом сонця» («Vor Sonnenaufgang») і віддав її дирекції «Вільної сцени», тільки що організованою в Берліні гуртком літераторів. П'єса була представлена в 1889 у і своїм украй «зухвалим» реалізмом підняла у пресі цілу бурю.
Гауптман є тут учнем Ібсена, хоча ще незрілим, але вже з проблисками сильного, самобутнього таланту. У тому ж 1889 з'явилася друга п'єса Гауптмана, «Свято миру» («Das Friedensfest»), в якій він остаточно виступив на шлях свідомого натуралізму і робить сміливу спробу до створення нового драматичного стилю.
Популярність Гауптмана зміцнювалась і талант його визнавався серйозною критикою тільки після постановки двох подальших п'єс: драми «Самотні» («Einsame Menschen», 1890) і комедії «Колега Крамптон» («College Crampton», 1891); остання п'єса вважається однією з найвеселіших і розумних у всій новітній німецькій літературі. У «Самотніх» Гауптман висловив свої погляди на шлюб.
У 1891 р. Гауптман переселився до Шрайбергау (зараз Шклярська Поремба).
Новітнім великим твором Гауптмана була драматична поема «Ткачі» («Die Weber», 1892), що майстерно зображує економічне становище сілезьких робітників. Крім драм, Гауптман написав ще кілька оповідань («Der Apostel» та ін.). Критика оцінила Гауптмана як талановитішого і глибшого, аніж Зудерман, а в способі розробки сюжетів — як набагато детальнішого й сміливішого від Ібсена. Індивідуалізація осіб за допомогою відтінків мови доведена у нього до високого ступеня досконалості.
За 15 років Гауптман став на чолі сучасної німецької драми. Почавши з натуралізму в дусі Золя, з проблеми спадковості у своїх ранніх речах («Vor Sonnenaufgang», «Friedensfest»), Гауптман у подальшій творчості ставив собі різноманітні завдання. Від натуралістичних драм, що описують трагізм середовища, він перейшов до психології особистості в боротьбі із середовищем. На цьому побудовані його «Einsame Leute», де зображуються типи перехідного часу, коли особистість, пізнавши свої права, ще недостатньо зміцніла, щоб утвердитися в них. Велике суспільне значення мала його драма «Die Weber» (1892), де на тлі заколоту голодних ткачів малювалася страшна картина людського горя. Основний мотив всієї драми виражений в заключних словах: «У кожної людини має бути мрія» («Jeder muss halt a Sehnsucht haben»). Вона дуже цікава технікою: героєм її є натовп, склад якого змінюється в кожній дії.

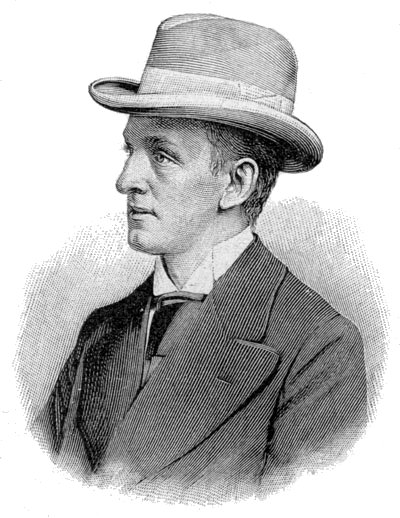
Ґергарт Гауптман (з книжки 1905 р.)

У подальшій творчості Гауптмана п'єси реалістичного змісту чергувалися з казковими, фантастичними драмами. У «Вознесінні Ганнеле» («Hannele's Himmelfahrt», 1892) Гауптман з великим успіхом поєднував зображення грубої дійсності — життя в нічліжному притулі — з фантастичним світом мрій, що розцвітали в душі зацькованої дівчинки, яка вмирала. Контрастами зовнішньої потворності життя з красою прихованого духовного світу ця драма справляє чарівне враження. До розряду реалістичних драм Гауптмана відносяться історична драма «Флоріан Гаєр» (1895), «Міхаель Крамер» (1901), «Візник Геншель» (1898), народні фарси «Боброва шуба», «Червоний півень», «Шлук і Яу» і новітня його драма «Роза Бернт» (1903). У кожній з цих драм ідеалістичні прагнення духу протиставляються принижуваній правді життєвих обставин і людських пристрастей.
У «Флоріані Геєрі» Гауптман зробив спробу відродити історичну хроніку. «Боброва шуба», «Червоний півень», «Шлук і Яу» за силою гумору і влучним натуралістичному зображенням робітничого класу, без будь-якої ідеалізації, надзвичайно життєві і художні. У «Розі Бернт» знову виступає питання про особу, яка гине, коли індивідуальна совість стає об'єктом людського суду. Всі ці драми цілком реалістичні за манерою письма, але все пройняті прагненням зобразити ідеалістичні пориви духу: в цьому сила Гауптмана, який і в соціальних драмах, і в психологічних, що зображують особистість у боротьбі із середовищем, ніколи не обмежується життєвої стороною конфліктів, а завжди чутливо прислухається до голосу духу. Поряд з реалістом в Гауптмана високо стоїть поет, чуйно відтворює атмосферу національних казок і переказів у віршованих драмах: «Затонулий дзвін» (1896) і «Бідний Генріх» (1903). «Затонулий дзвін» — трагедія ідеаліста, скутого жалістю до земного, але він прагне вгору. «Бідний Генріх» — переробка старовинної німецької легенди про прокаженого, зціленого самовідданою любов'ю дівчини. Дух поетичного старовинного переказу чудово збережений у драмі. Таким чином, основна риса Гауптмана — поєднання натуралістичних прийомів, близькості до життя і його конкретних проявів, співчуття до людських страждань, з глибоким ідеалізмом, з вірою в людський дух, який ставить собі все більш і більш високі цілі.
У дусі ірраціоналізму написані драми «Зимова балада» (1917), «Білий рятівник» (1920), «Індіподі» (1920); романи «Юродивий у Христі Емануель Квінт» (1910), «Острів великої матері» (1924). Проза Гауптмана, за винятком роману «Єретик з Соани» (1918), що містить викриття святенницької моралі, поступається за художньою силою його драматургії. У пізній творчості Гауптмана виділяється драма «Перед заходом сонця» (1932), в якій звучать соціально-критичні мотиви. У період панування нацизму в Німеччині Гауптман відійшов від сучасних тем. Написав автобіографічний роман «Пригода моєї юності» (1937), драматичну тетралогію на сюжет грецької легенди про Атридів (1941—1944). Поема «Великий сон» свідчила про ворожість Гауптмана до нацизму. Після краху гітлерівського режиму Гауптман був обраний почесним головою організації демократичної інтелігенції «Культурбунд».

## Вплив на українську культуру
За творчістю Гауптмана ще за життя письменника слідкувала українська критика. Про Гауптмана писали статті Іван Франко (1898), Леся Українка (1901), Григорій Цеглинський, Юрій Кміт, Михайло Яцків. Українські дослідники С. Родзевич та О. Хоміцький розглядали літературну спадщину Гауптмана.
У 1899 р. Леся Українка переклала п'єсу письменника «Ткачі». З 1898 р. його драми перекладали М. Павлик, А. Крушельницький, Б. Грінченко, Ф. Федорців, М. Голубець. Пізніше з українських перекладачів Гауптмана слід назвати С. Тобілевич, М. Вороного, О. Бублик-Гордона, Ю. Назаренка та інших.
У 1910—1920 рр. у театрах Галичини ставились п'єси Гауптмана «Візник Геншель», «Ганнуся», в Одесі — «Візник Геншель» (1904). З 1919 року в театрах України ставляться «Ткачі», «Візник Геншель», «Затоплений дзвін», «Ганнуся», «Ельга», «Перед заходом сонця» та інші п'єси.

## Твори

### Романи
- «Юродивий у Христі Емануель Квінт» (Der Narr in Christo Emanuel Quint), 1910;
- «Атлантида» (Atlantis), 1912;
- «Привид» (Phantom), 1923;
- «Ванда» (Wanda), 1926;
- «Острів Великої матері» (Die Insel der grossen Mutter), 1928;
- Um Volk und Geist, 1932;
- «Вихор заклику» (Im Wirbel der Berufung), 1936;
- «Пригоди моєї молодості» (Der Abenteuer meiner Jugend), 1937;

### П'єси
- «Перед сходом сонця» (Vor Sonnenaufgang), 1889;
- «Свято миру» (Das Friedenfest), 1890;
- «Самотні» (Einsame Menschen), 1891;
- «Ткачі» (Die Weber), 1892;
- «Колега Крамптон» (College Crampton), 1892;
- «Боброва шуба» (Der Biberpelz) 1893;
- «Вознесіння Ганнеле» (Hanneles Himmelfahrt), 1893;
- «Флоріан Геєр» (Florian Geyer), 1896;
- «Ельга» (Elga), 1896;
- «Затоплений дзвін» (Die versunkene Glocke), 1896;
- «Візник Геншель» (Fuhrmann Henschel), 1898;
- «Шлук і Яу» (Schluck und Jau), 1900;
- «Міхаель Крамер» (Michael Kramer), 1900;
- «Червоний півень» (Der rote Hahn), 1901;
- «Бідний Генріх» (Der arme Heinrich), 1902;
- «Роза Бернд» (Rosa Bernd), 1903;
- «Діви з Бішофсберга» (Die Jungfern von Bischofsberg), 1905 (вийшла в 1907);
- «А Піппа танцює» (Und Pippa tanzt), 1906;
- «Заручниця Карла Великого», 1908;
- «Щури» (Die Ratten), 1911.

## Видання українською
- Ткачі: Драма з сорокових років / Михайло Павлик, Іван Франко (пер. з нім.). — Львів, 1898. — 102 с.
- Візник Геншель: драма в 5 актах / Антін Крушельницький (пер. з нім.). — Львів, Українсько-руська видавнича спілка, 1899.
- Затоплений дзвін: німецька драма-казка / Переклав Микола Голубець. – Львів: Накладом видавництва "Шляхи", 1916. – 140 с. – (Новітня бібліотека; Чис. 21).
- Затоплений дзвін. — Київ: Серп і молот, 1918.
- Ткачі / Микола Вороний (пер. з нім.). — Київ: Спілка, 1922.
- Вибрані твори / Сергій Родзевич (пер. з нім.). — Харків: Державне видавництво України, 1930.
- Перед заходом сонця: драма на 5 дій. / Юрій Назаренко (пер. з нім.). — Київ: Державне видавництво художньої літератури, 1956.